# Папа Сотер
Свети Сотер (166-175?) је био 12. римски папа. 

## Биографија
Потицао је из Фондија у провинцији Кампања. Његови родитељи су из Грчке што потврђује традиција и поједини записи. Баш овај детаљ о Сотеровом пореклу историчаре наводи на закључак да је он тај који је упорно настојао да негује добре односе са разним хришћанским заједницама Истока, нарочити са грчком. То потврђује и његова акција да се пошаље велика материјална помоћ сиромашној хришћанској заједници у Коринту. На овај милосрдни гест одговорио је коринтски епископ Дионисије топлом захвалницом у којој стоји:
Од постанка наше вере ви уводите обичај да сакупљате разна добра од ваше браће и да их упућујете као нужну помоћ многим црквама које су запале у несташицу, као и оној браћи која су у беди и раде по каменоломима, чиме их ви одржавате у животу.— епископ коринтски Дионисије
О Сотеровом епископату доста су писали италијански црквени историчари Ђовани Бјанки у свом делу Историја папа (издато у Милану 1894. године) и дуо А. Саба и Кастиљоне у делу истог назива издатог у Торину 1939. године. 
Верује се да је Сотер умро 175. године. Из универзалног календара римокатоличке цркве уклоњен је јер је накнадно утврђено да се ни у једном апокрифном делу нити у традицији не помиње његово мучеништво. Сахрањен је у катакомбама светог Калиста одакле су његове мошти вољом папе Сергија II делом пренесене у цркву светог Силвестра а један део у катедралу у Толеду (Шпанија).